# High Halstow
High Halstow är en ort och civil parish i grevskapet Kent i sydöstra England. Orten ligger i enhetskommunen Medway på halvön Hoo, cirka 8 kilometer nordost om Rochester. Tätorten (built-up area) hade 1 822 invånare vid folkräkningen år 2021.